# Lee Kyu-hyung
Lee Kyu-hyung (Busan, Corea del Sur, 24 de octubre de 1951) es un diplomático surcoreano.
En agosto de 1974 entró en el servicio de exteriores de Seúl, donde fue empleado como secretario en el departamento del Este hasta 1976.
De 1979 a 1980 fue empleado en el departamento noreste de Asia.
De 1980 a 1982 fue secretario de la Misión ante la Oficina de la Organización de las Naciones Unidas en Ginebra.
De 1982 a 1983 en la Misión ante los organismos de Asia Central.
De 1983 a 1985 fue Secretario Ejecutivo del Ministerio de Asuntos Exteriores en Seoul.
De 1985 a 1989 fue secretario de embajada en Tokio.
De 1989 a 1992 fue director del Departamento Naciones Unidas.
De 1992 a 1993 estudió en el Centro de Asuntos Internacionales de la Universidad Harvard De 1993 a 1996 fue Representante permanente ante el Organismo de los Naciones Unidas en Nueva York.
1996 fue Investigador del Instituto de Asuntos Exteriores y de Seguridad Nacional.
De 1997 a 1998 fue empleado en el departamento de informática.
De 1998 a 1999 fue empleado en el departamento de Organizaciones Internacionales.
De 1999 a 2002 fue secretario de embajada en Beijing.
En 2002 fue Jefe de Seguridad Nacional.
De 2002 a 2004 fue embajador en Bangladés.
De 2004 a 2005 fue portavoz del ministerio de asuntos Exteriores.
De 2005 a 2006 fue Viceministro de Relaciones Exteriores. 
En 2006 fue miembro del comité organizador Congreso Mundial de Bibliotecas e Información.
De 2007 a 2010 fue embajador en Rusia. 
De 2011 a 2013 fue embajador en República Popular de China.